# DeDektyw Inwektyw
DeDektyw Inwektyw – codzienna audycja w Radiu WAWA, nadawana w godzinach porannych, w latach 1993-2021, w której Tomasz Łysiak, używając pseudonimów, rozmawiał telefonicznie wykorzystując wieloznaczność słów.
Audycje archiwalne powtarzane były na antenie w ciągu dnia i wieczorem, doczekały się również wydania płytowego. Program znikł z anteny w związku ze zmianą nazwy i formuły rozgłośni na Radio SuperNova, a 1 maja 2021 Tomasz Łysiak pożegnał się ze słuchaczami.